# غاري فليدر
غاري فليدر (بالإنجليزية: Gary Fleder)‏ (مواليد 19 ديسمبر 1965) هو مخرج أفلام وكاتب سيناريو ومنتج أفلام أمريكي. أصبح مخرجًا غزير الإنتاج لحلقات تجريبية من المسلسلات التلفزيونية.

## وصلات خارجية
- غاري فليدر على موقع IMDb (الإنجليزية)
- غاري فليدر على موقع ألو سيني (الفرنسية)
- غاري فليدر على موقع أول موفي (الإنجليزية)
- غاري فليدر على موقع قاعدة بيانات الأفلام السويدية (السويدية)
- غاري فليدر على موقع إن إن دي بي (الإنجليزية)
- غاري فليدر على موقع قاعدة بيانات الفيلم (الإنجليزية)
- غاري فليدر على موقع كينوبويسك (الروسية)

لم يتم العثور على روابط لمواقع التواصل الاجتماعي.